# Kōji Yoshimura
Pour les articles homonymes, voir Yoshimura.
Kōji Yoshimura (吉村 光示, Yoshimura Kōji) est un footballeur japonais né le 13 avril 1976.